# Nu tacker alle samtlig Gudh
Nu tacker alle samtlig Gudh (tyska: Nun dancket alle Gott dem Herrn) är en tysk psalm skriven. Psalmen översattes till svenska av Jesper Swedberg.

## Publicerad i
- Den svenska psalmboken 1694 som nummer 363 under rubriken "Lof- och Tacksäijelse Psalmer".
- 1695 års psalmbok som nummer 306 under rubriken "Lof- och Tacksäijelse Psalmer".[1]